# جرید فرایر
جرید فرایر (به انگلیسی: Jared Frayer) (زاده ۷ اکتبر ۱۹۷۸) کشتی گیر کشور ایالات متحده آمریکا است.